# Liste des députés européens de Pologne de la 7e législature

Cet article présente la liste des députés européens de Pologne pour la mandature 2009-2014, élus lors des élections européennes de 2009 en Pologne.
| Nom                                                                                               | Parti                                            | Groupe              | Circonscription     |
| ------------------------------------------------------------------------------------------------- | ------------------------------------------------ | ------------------- | ------------------- |
| Adam Bielan                                                                                       | PiS ; PjN (2010-12) ; Ind. (2012-14) ; PR (2014) | ECR                 | Varsovie-II         |
| Piotr Borys                                                                                       | PO                                               | PPE                 | Wrocław             |
| Arkadiusz Bratkowski (à partir du 7 décembre 2011)                                                | PSL                                              | PPE                 | Lublin              |
| Jerzy Buzek                                                                                       | PO                                               | PPE                 | Katowice            |
| Tadeusz Cymański                                                                                  | PiS ; SP (2012-14)                               | ECR ; ELD (2011-14) | Gdańsk              |
| Ryszard Czarnecki                                                                                 | PiS                                              | ECR                 | Bydgoszcz           |
| Lidia Geringer de Oedenberg                                                                       | SLD                                              | S&D                 | Wrocław             |
| Adam Gierek                                                                                       | UP                                               | S&D                 | Katowice            |
| Marek Gróbarczyk                                                                                  | PiS                                              | ECR                 | Gorzów Wielkopolski |
| Andrzej Grzyb                                                                                     | PSL                                              | PPE                 | Poznań              |
| Małgorzata Handzlik                                                                               | PO                                               | PPE                 | Katowice            |
| Jolanta Hibner                                                                                    | PO                                               | PPE                 | Varsovie-II         |
| Danuta Hübner                                                                                     | PO                                               | PPE                 | Varsovie-I          |
| Danuta Jazłowiecka                                                                                | PO                                               | PPE                 | Wrocław             |
| Sidonia Jędrzejewska                                                                              | PO                                               | PPE                 | Poznań              |
| Filip Kaczmarek                                                                                   | PO                                               | PPE                 | Poznań              |
| Jarosław Kalinowski                                                                               | PSL                                              | PPE                 | Varsovie-II         |
| Michał Kamiński                                                                                   | PiS ; PjN (2010-14) ; Ind. (2014)                | ECR                 | Varsovie-I          |
| Lena Kolarska-Bobińska (jusqu'au 2 décembre 2013) Zbigniew Zaleski (à partir du 17 décembre 2013) | PO                                               | PPE                 | Lublin              |
| Paweł Kowal                                                                                       | PiS ; PjN (2010-14) ; PR (2014)                  | ECR                 | Cracovie            |
| Jacek Kurski                                                                                      | PiS ; SP (2012-14)                               | ECR ; ELD (2011-14) | Olsztyn             |
| Ryszard Legutko                                                                                   | PiS                                              | ECR                 | Wrocław             |
| Janusz Lewandowski (jusqu'au 9 février 2010) Jan Kozłowski (à partir du 4 mars 2010)              | PO                                               | PPE                 | Gdańsk              |
| Bogusław Liberadzki                                                                               | SLD                                              | S&D                 | Gorzów Wielkopolski |
| Krzysztof Lisek                                                                                   | PO                                               | PPE                 | Olsztyn             |
| Elżbieta Łukacijewska                                                                             | PO                                               | PPE                 | Rzeszów             |
| Bogdan Marcinkiewicz                                                                              | PO                                               | PPE                 | Katowice            |
| Marek Migalski                                                                                    | PiS ; PjN (2010-14) ; PR (2014)                  | ECR                 | Katowice            |
| Sławomir Nitras                                                                                   | PO                                               | PPE                 | Gorzów Wielkopolski |
| Wojciech Olejniczak                                                                               | SLD                                              | S&D                 | Varsovie-I          |
| Jan Olbrycht                                                                                      | PO                                               | PPE                 | Katowice            |
| Mirosław Piotrowski                                                                               | PiS                                              | ECR                 | Lublin              |
| Tomasz Poręba                                                                                     | PiS                                              | ECR                 | Rzeszów             |
| Jacek Protasiewicz                                                                                | PO                                               | PPE                 | Wrocław             |
| Jacek Saryusz-Wolski                                                                              | PO                                               | PPE                 | Łódź                |
| Joanna Senyszyn                                                                                   | SLD                                              | S&D                 | Cracovie            |
| Czesław Siekierski                                                                                | PSL                                              | PPE                 | Cracovie            |
| Marek Siwiec                                                                                      | SLD                                              | S&D                 | Poznań              |
| Joanna Skrzydlewska                                                                               | PO                                               | PPE                 | Łódź                |
| Bogusław Sonik                                                                                    | PO                                               | PPE                 | Cracovie            |
| Konrad Szymański                                                                                  | PiS                                              | ECR                 | Poznań              |
| Róża Thun                                                                                         | PO                                               | PPE                 | Cracovie            |
| Rafał Trzaskowski (jusqu'au 2 décembre 2013) Tadeusz Ross (à partir du 17 décembre 2013)          | PO                                               | PPE                 | Varsovie-I          |
| Jarosław Wałęsa                                                                                   | PO                                               | PPE                 | Gdańsk              |
| Jacek Włosowicz                                                                                   | PiS ; SP (2012-14)                               | ECR ; ELD (2011-14) | Cracovie            |
| Janusz Wojciechowski                                                                              | PiS                                              | ECR                 | Łódź                |
| Paweł Zalewski                                                                                    | PO                                               | PPE                 | Varsovie-I          |
| Artur Zasada                                                                                      | PO                                               | PPE                 | Gorzów Wielkopolski |
| Janusz Zemke                                                                                      | SLD                                              | S&D                 | Bydgoszcz           |
| Zbigniew Ziobro                                                                                   | PiS ; SP (2011-14)                               | ECR ; ELD (2011-14) | Cracovie            |
| Tadeusz Zwiefka                                                                                   | PO                                               | PPE                 | Bydgoszcz           |